# Riccardo Improta
Riccardo Improta (Pozzuoli, 19 december 1993) is een Italiaans voetballer die bij voorkeur als rechtsbuiten speelt. Hij speelt momenteel bij Chievo.

## Clubcarrière
Improta debuteerde voor SS Lanciano in de Lega Pro Prima Divisione, de derde voetbaldivisie in Italië tegen AS Lucchesse. Op 18 januari 2012  werd hij voor zes maanden uitgeleend aan Genoa. Op 22 juni 2012 lichtte Genoa de aankoopoptie. Op 4 augustus 2012 besloot Genoa om hem voor één seizoen uit te lenen aan Juve Stabia. Hij speelde 27 competitiewedstrijden in de Serie B, waarin hij vijf doelpunten maakte. Tijdens het seizoen 2013/14 wordt hij uitgeleend aan Chievo.

## Italië
Improta kwam reeds uit voor Italië -19, Italië -20 en Italië -21.